# Schloss Sallach

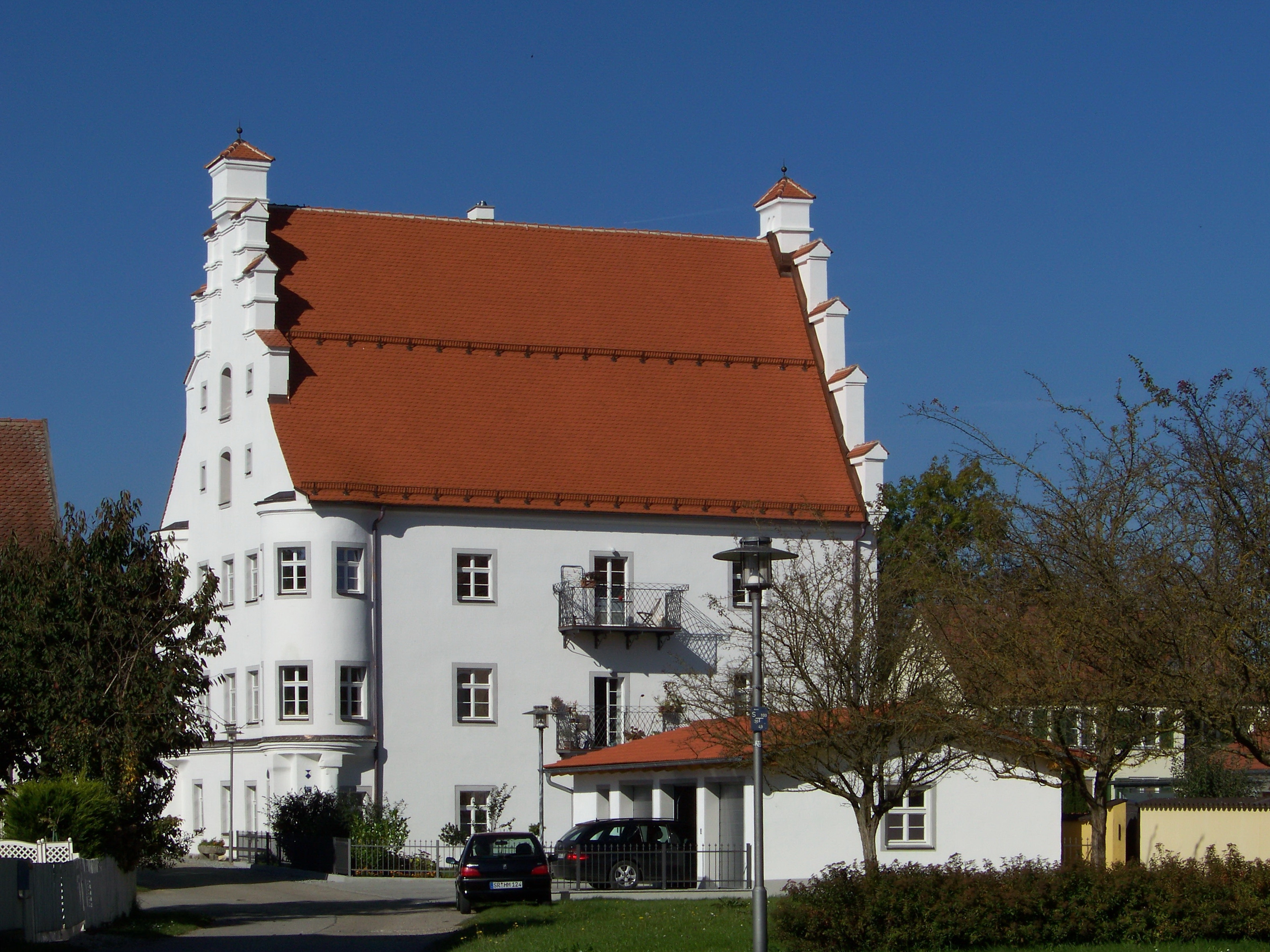
Schloss Sallach im Jahr 2014

Das Schloss Sallach liegt im gleichnamigen Gemeindeteil von Geiselhöring im niederbayerischen Landkreis Straubing-Bogen von Bayern (Sallach, Haus Nr. 53a). Die Anlage ist unter der Aktennummer D-2-78-123-66 als Baudenkmal von Sallach eingetragen. Ebenso wird sie als Bodendenkmal unter der Aktennummer D-2-7140-0325 im Bayernatlas als „Untertägige mittelalterliche und frühneuzeitliche Befunde im Bereich von Schoss Sallach und seiner Vorgängerbauten“ geführt.

## Geschichte

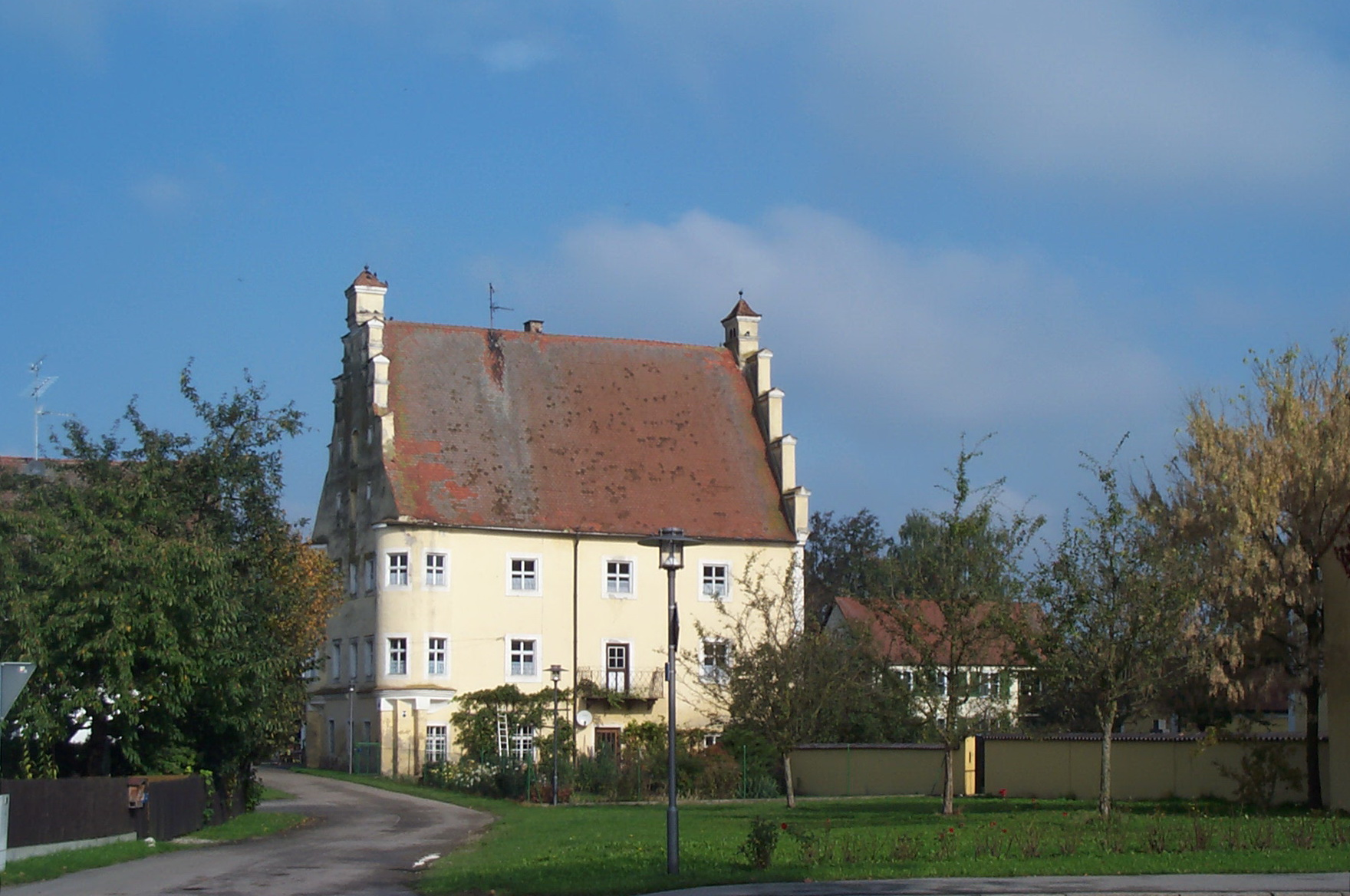
Schloss Sallach im Jahr 2000

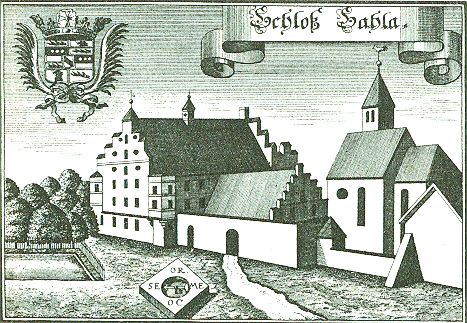
Schloss Sallach nach einem Stich von Michael Wening von 1721

Die mittelalterliche Geschichte von Sallach beginnt mit einer Schenkung König Heinrichs II. an das Kloster Obermünster von Regensburg, in einer Urkunde vom 17. April 1010 heißt es: „… curtem nomine Salaht in comitatu Ruotperti comitis in pago Duonochgovve …“. Der Sitz zu Sallach war demnach ein Lehen des Klosters Obermünster. 1216 trat ein Conrad von Salat, genannt Püllar, ein Ministeriale des Klosters, als Zeuge in einer Urkunde des Klosters Obermünster und des Schottenklosters in Regensburg auf. Er war Salmann, als Juta von Salach ihre Mühle in Gallhofen dem Stift Obermünster übergab. 1222 heiratete Konrad Püllar Mechthild, die Tochter Bertha des Bayernherzogs Ludwig der Kelheimer. Sein gleichnamiger Sohn besaß 1272 den Harthof zu Sallach, musste jedoch 1287 auf seine Besitzungen im Ort verzichten, worauf die Äbtissin Reizke (Ryssa I. von Leuchtenberg, 1286–1292) den Sitz am 12. November 1287 an Berthold Mengkofer verlieh. Diese Belehnung umfasste nur die rechtmäßigen Güter des Konrad Püllar und nicht diejenigen, die er sich nach Ansicht der Äbtissin zu Unrecht angeeignet hatte. Zudem verbot sie dem Menkofer den Betrieb eines Bräuhauses, einer Taverne oder eines Marktes, da dies der Hofmark zu Sallach (Propstei Sallach) des Klosters finanziell hätte schaden können. Der 1287 eingesetzte Konrad Mengkofer wurde 1326 auch „judex et officialis“ genannt; vor 1287 war er von dem Kloster Sankt Emmeram mit der Burg Hainsbach belehnt worden, 1326 erhielt er noch die bischöfliche Burg Eitting als Lehen. Zwar gab es durch das Kloster Obermünster immer wieder Bestrebungen, den Sitz und die Propstei zu Sallach wieder zu vereinen, dies war damals aber nicht möglich. 1349 war ein Ulrich Menkofer auf Sallach, der 1356 auch Propst von Sallach wurde. 1366 erschien in einer Urkunde von Haidau Hans der ältere Mengkofer von Sallach. Ein Berchtold aus diesem Geschlecht war bis zu seinem Tod († 1371) auf Sallach.
1372 verlieh die Äbtissin Agnes I. von Wunebach dem Conrad dem Hauzendorfer das Lehen Sallach. Dieser war ein Vetter des Berchtold Mengkofers. Am 15. Oktober 1408 wurde ein Hanns Hainsbeck zu Sallach erwähnt. Die Hainsbeck, Herren zu Hainsbach, waren ebenfalls mit den Mengkofern verwandt, sie blieben bis etwa 1500 auf Sallach. Bezeugt sind: Hanss Hainspeck zu Sallach (1408, 1425), Kaspar Hainsbeck auf dem hinteren und Ulrich Hainsbeck auf dem vorderen Sitz zu Sallach (1454), Peter Hanspeck zu Sallach (1471), Ulrich und Peter Hainspeckh (1474), gesessen zu Solach, Peter Hainspeckh zu Sallach (1480, 1494). In der Landtafel von 1470 sind Hans und Stefan gesondert von Peter Hainsbeck auf Sallach angeführt, was für die Existenz zweier Sitze (vermutlich ab 1454) in Sallach spricht. Nach den Hainsbeck ging der Sitz in das Eigentum des Peter Vorpahn und Hans des Hanssers über. Von 1506 bis 1560 erschienen die Kärgl auf Sallach, zu nennen sind: Georg Khärgl (1506), Wolfgang Khärgl (1510–1542), Erben des Wolfgang Khärgl (1542–ca. 1560). 1575 waren dort die Taufkirchener ansässig; diesen gelingt es, die beiden Sitze 1617 zu Sallach wieder zu vereinen. Am 27. Januar 1617 erschienen Wilhelm Weilhammer zu Moosthann, Domherr des Hochstifts Regensburg, und sein Bruder Oswald vor dem kaiserlichen Notar Jacob Vogl, da sie zwar die Hofmark von Casimir von Taufkirchen gekauft, den Kaufpreis aber noch nicht erlegt hätten. Dennoch wird in der Landtafel 1617 Wilhelm Weilhammer als Eigentümer geführt. Allerdings scheint der Verkauf nicht rechtskräftig geworden zu sein, denn 1628 tauschten die Taufkirchener die Hofmark Sallach an die Heyls, Herren von Moosham und Lindthump. Diese blieben bis 1724 hier als Eigentümer: Wolf Ortolph Hayll zu Sallach (1631), ein Vetter von Wilhelm Weilhaimer, Wolf Hayll (1636, 1641), Hann Wolf Haill (1677), Wolfgang Christian Hayl (bis 1686), Anna Benigna Hayl (1686–1724).
1715 heiratete die Erbtochter Maria Anna Magdalena Haylin von Sallach den Freiherrn und späteren Feldmarschall-Leutnant Franz Ludwig von Wolfswisen (1671–1742). Als ihre Mutter, die Hofmarksherrin Maria Anna Benigna Hayl (1686–1724) verstarb, ging das Schloss Sallach auf das Ehepaar von Wolfwisen über. 1726 hieß die Hofmark „hochfreiherrlich Wolfenwisen´scher Sitz Sallach“.
Nach 1742 befand sich der Sitz in der Hand der Freifrau von Wolfswisen († 2. Juni 1756). Ihr Nachfolger wurde 1760 der Propstrichter zu Sallach, Johann Andreas Stich. Auf diesen folgten seine Schwiegersöhne Johann Georg Öttl und Anton Widmann nach. Die Familie der Öttls hatte bis 1822 die Verwaltung des Sitzes Sallach inne. 1812 gehörte Sallach zum Kronmajorat Laberweinting. Am 30. November 1812 ersuchte Georg Öttl um die Allodifizierung den beutellehnbaren Sitzes Sallach, den er von seiner Gattin her besaß. Am 24. Mai 1813 ersteigerte Minister Maximilian Joseph Graf von Montgelas die Hofmark. Am 1. Oktober 1832 übernahm Fürst Maximilian Karl von Thurn und Taxis die Montgelas’schen Güter im Regenkreis, darunter auch Sallach. 1833 wurde das Schloss Sitz des Patrimonialgerichts Laberweinting und 1842 erschien Sallach als Teil des Patrimonialgerichts I. Klasse von Laberweinting. Danach wurde das Schloss Sitz der Förster für die fürstlichen Waldungen bei Hadersbach.
Um 1870 wurden Versuche unternommen, das Schloss als Schulhaus für Sallach zu erwerben. Am 19. September 1871 erwarb Matthias Huber das Schlossgebäude als Wohnhaus für seinen Hof. Seit 1930 sind Schloss und Hofbau im Besitz der Familie Weinzierl (als erster erwarb Fritz Weinzierl den Besitz), 1945 wurde das Schloss von Alfons Weinzierl übernommen, der es 1985 an Richard und Gabriele Weinzierl übergab. Auch heute ist das Schloss im Besitz der Familie Weinzierl.

## Schloss Sallach einst und jetzt
Das Schloss wurde 1595 von den Taufkirchenern unter Verwendung älterer Teile neu erbaut. Bis 1709 war das Schloss durch Graben gesichert, diese sind aber abgekommen. Nach dem Stich von Michael Wening von 1721 war das Schloss ein dreigeschossiger Bau mit einem Staffelgiebel und einem Satteldach. An diesen schloss sich in rechtem Winkel ein Nebengebäude, ebenfalls mit abgetreppten Giebel, an. Letzteres Gebäude ist mit einer Mauer geschützt. Unmittelbar neben dem Schloss befindet sich die Kirche von Sallach mit einem damals von einem Zeltdach gedeckten Turm und einer abgesetzten Apsis (heute Zwiebelturm).
Heute ist von dem früheren Ensemble der nun freistehende Hauptbau erhalten. Dieser besitzt noch das Aussehen wie auf dem angesprochenen Stich Wenings. Die Nebengebäude sind abgekommen, landwirtschaftliche Gebäude befinden sich aber in unmittelbarer Nähe. In der nordwestlichen Ecke ist noch ein gotisch gewölbter Raum erhalten. Die zwei entsprechenden Erker hatten vermutlich bis zum Dreißigjährigen Krieg eine größere Höhe und wahrscheinlich Kuppeln oder Kegeldächer als Abschluss, jetzt reichen sie noch unter das Dach. Nach ersten Renovierungsarbeiten in den 1950er und 1970er Jahren wurde das Schloss durch Richard und Gabriele Weinzierl unter denkmalpflegerischen Gesichtspunkten in den Jahren 2012/13 grundlegend restauriert. Die Eigentümer erhielten im Jahr 2015 die Denkmalschutzmedaille des Freistaates Bayern für die vorbildliche Renovierung des Baudenkmals.